# Wangchang, Sichuan
Wangchang (kinesiska: 王场镇, 王场) är en köping i Kina. Den ligger i provinsen Sichuan, i den sydvästra delen av landet, omkring 46 kilometer väster om provinshuvudstaden Chengdu. Antalet invånare är 21 003. Befolkningen består av 10 560 kvinnor och 10 443 män. Barn under 15 år utgör 9,0 %, vuxna 15-64 år 76 %, och äldre över 65 år 13,0 %.
Genomsnittlig årsnederbörd är 1 318 millimeter. Den regnigaste månaden är juli, med i genomsnitt 377 mm nederbörd, och den torraste är december, med 11 mm nederbörd.